# Gaspar José Ferreira Lopes
Gaspar José Ferreira Lopes, mais conhecido por Gaspar Lopes (Campanha, 19 de março de 1851 – Alfenas, 24 de dezembro de 1939) foi um médico e político brasileiro.

## Biografia
Gaspar Ferreira Lopes era filho de Francisco de Paula Ferreira Lopes Júnior e de Maria Teodora de Sales. Casou-se com Alexandrina Gomes do Prado, natural de Paraguaçu.
Exerceu a medicina em Alfenas, onde foi prefeito. Foi deputado estadual e senador estadual de Minas Gerais.